# The Sims 2: FreeTime
The Sims 2 Freetime sedma je ekspanzija (dodatak) u serijalu igara The Sims 2. U ovoj ekspanziji, Simsi (simulirani ljudi) mogu iskusiti razne nove hobije poput plesa, oceanografije, sporta, itd. Mogu dijeliti interese, ići na natjecanja,... Ekspanzija uključuje 10 hobija i novi metar aspiracije, što su najvažniji faktori cijele ekspanzije.

## Gameplay
Ekspanzija uključuje novi grad: Desiderata Valley čija je glavna tema potraga za srećom i bavljenje hobijima. Isto tako uključuje nova tajna zemljišta (labos, kuhinje, garaža, plesni studio,...) i novo biće: Duha iz boce. Moguće ga je dobiti preko Ciganke koja ga ostavi na zemljištu simljana kojima je metar aspiracije visok.  Ipak, šanse za to su male. Ekspanzija donosi nove računalne igrice za simse, kao i novo računalo koje je moguće dobiti samo na početku nove igre. 

### Hobiji
U igri postoji deset hobija. Svaki otključava nove opcije, ako ih se sim redovito pridržava. Nove "skale hobija" pokazuju koliko je sim zainteresiran za određeni hobi. Ručna izrada je dobra za simse koji imaju visoku razinu kreativnosti jer što su kreativniji, više novih stvari mogu izraditi, npr. plišane medvjediće, pregače, na kraju čak i haljine i zastore.
Kuhanje - što više sim kuha, otkriva nove načine kuhanja i nova jela - npr. tanjur s čipsom. Čitanje kuharica i gledanje TV emisija o kuhanju također povećava njihov interes. 
Znanost - simsi čitaju znanstvene knjige, više se zabavljaju gledanjem kroz teleskop itd. a nova lokacija je tajni labos. Ostali hobiji isto imaju svoje prednosti.
Sustav pisanja knjiga na računalu se isto promijenio na bolje, kao i načini vježbanja.

### Metar životne aspiracije
Simsi dobivaju novu traku: životne aspiracije. Razlikuje se od obične trake po tome što se ne mijenja tako drastično, već svaki dan po maksimalno dvaput i to jako malo. Ako simovi žive sretno i bave se hobijima redovito, metar će polagano svakim danom rasti. Ako dosegne vrh, tad će taj sim živjeti do kraja života sretno, tj. imat će platinast metar raspoloženja dok ne umre.

### Starenje NPC-eva
Odsad NPC-jevi mogu starjeti, ali ne svi : samo oni koji su razvili dobra prijateljstva s konkretnim simom mogu ostariti zajedno s njim kad ima rođendan. Dosad je to bilo nemoguće, ali u daljnim igrama (The Sims 3) svi NPC-jevi stare.

### Novi poslovi i objekti
U igru je dodano 5 novih karijera: Oceanografija, zabavljač, Arhitekt, plesač i agent. Dodane su nove nagrade, ali i puno novih objekata za održavanje hobija: dječje igračke, nogometni teren, mravi u staklu, itd.

### Sekundarna aspiracija
Simovi odsad mogu izabrati sekundarnu aspiraciju, tj. sim uz osnovnu aspiraciju, dobije još jednu zbog koje može dobivati želje prikladne toj aspiraciji te nove opcije. Nova aspiracija je "Grilled cheese" - pečeni sir, zbog koje sim stalno dobiva želje da jede gomilu upravo tog jela i niti jednog drugog. To se događa samo kad stroj za mijenjanje aspiracija pogriješi.

## Kritika
Igra je, kao ekspanzija, dobila osrednje ocjene.